# Halba
Halba  (in arabo  حلبا‎?, H̨albā), chiamata Albe al tempo delle crociate, è un centro abitato e comune (municipalité) del Libano situato nel distretto di Akkar, governatorato di Akkar. È capoluogo del distretto e si trova nel nord del paese a circa 112 km da Beirut.